# Николай Набоков
Николай Александрович Набоков е руски офицер, капитан от източнорумелийската милиция, след Съединението на Източна Румелия и Княжество България заговорник и бунтовник срещу властите в Княжеството.
От 1880 до 1885 година капитан Набоков командва рота от Бургаската дружина. След Съединението, когато руският император Александър III нарежда на сънародниците си – офицери да напуснат българската армия, остава в Бургас като частно лице. През май 1886 е арестуван от местните власти заради заговор срещу княз Александър Батенберг и министър-председателя Петко Каравелов, но е освободен в резултат на руски дипломатически натиск.
През есента на същата година Набоков участва активно в опита за въстание срещу регентството, заместило абдикиралия Батенберг. Замисълът на заговорниците, свързани с руския консул в Пловдив, е да вдигнат бунтове на войската и населението в няколко селища на Южна България, за да предизвикат руска и турска военна интервенция и сваляне на софийското правителство. Набоков оглавява бунта в Бургас през нощта на 22 срещу 23 октомври 1886, когато заговорниците арестуват няколко офицери и други привърженици на правителството и поемат за кратко командването над дружината, квартируваща в града. В очакване на помощ от руския военен кораб „Забяг“, който потегля за Бургас от Варна, прави опит да сформира временно правителство и да събере запасняци от района на Бургас и Поморие за поход към Пловдив. Още на 23 октомври обаче войниците се подчиняват отново на лоялния към правителството дружинен командир, който залавя заговорниците. Набоков е осъден от полеви съд на доживотен затвор, но, също както след заговора срещу Батенберг, е пуснат на свобода съгласно режима на капитулациите, който поставя поданиците на големите европейски държави в Южна България извън юрисдикцията на българските власти.
През лятото на 1887 година Набоков събира чета от 37 черногорци и 10 българи на турска територия и в края на годината нахлува в България в района на Кюприя с намерението да предизвика въстание срещу княз Фердинанд и правителството на Стефан Стамболов. Четата е разгромена от властите, като Николай Набоков загива в сражението.